# Ryszard Gajewski
Ryszard Gajewski (Zakopane, 5 d'octubre de 1954) és un alpinista polonès, conegut especialment per les seves ascensions a l'Himàlaia. Entre les moltes ascensions de nivell, destaca la primera hivernal al Manaslu el 12 de gener de 1984 conjuntament amb Maciej Berbeka.
El 2009 va rebre la Creu de Mèrit de Polònia per la seva contribució al desenvolupament del rescat de muntanya.

## Principals ascensions
- Ngadi Chuli (7.871 msnm), amb Maciej Pawlikowski. Primera ascensió[3]
- Manaslu (8.156 msnm), amb Maciej Berbeka. Primera hivernal
- Cho Oyu (8.201 msnm), amb Maciej Pawlikowski